# Antonio Rivas Martínez
Antonio Rivas Martínez (13 de setembre de 1965, Alcázar de San Juan, Ciudad Real) és un futbolista i entrenador castellanomanxec.

## Trajectòria esportiva
En el seu historial esportiu com a jugador, on solia ocupar normalment els llocs de defensa central o lateral esquerre, figuren equips com el Club de Futbol Gimnástico d'Alcázar, on va jugar de juvenil. En els anys 84-87 milita a l'Atlètic de Madrid "B", i un any després puja al primer equip.
La temporada 88-89 fitxa pel Reial Club Deportiu Mallorca, i un any després arriba al Reial Oviedo, on s'està deu anys i es converteix en un jugador emblemàtic. La temporada 98-99 va jugar en l'Albacete Balompié i finalment en el Benidorm on es va retirar. En total va jugar 14 temporades a la primera divisió, amb un total de 242 partits en els quals va marcar 16 gols.
Després de passar per les categories inferiors del Real Oviedo, va entrenar al primer equip les temporades 2003-2004, 2004-2005 i part de la 2005-2006, en la qual va ser destituït. Va aconseguir l'ascens a Segona divisió B en l'estiu de 2005. Actualment és entrenador de l'Atlètic de Madrid en categoria de Divisió d'Honor Juvenil.